# 29-я гвардейская мотострелковая бригада
29-я гвардейская мотострелковая Унечская ордена Ленина Краснознамённая орденов Богдана Хмельницкого 1-й степени, Суворова, Кутузова и Александра Невского бригада — воинское соединение Вооружённых Сил СССР, принимавшее участие в Великой Отечественной войне.

## История бригады
29-я гвардейская мотострелковая бригада преобразована из 30-й мотострелковой Унечской бригады
 на основании Приказа НКО № 306 от 23.10.1943 г. и Директивы Генштаба КА № Орг/3/140929 от 28.10.1943 г.

### Боевой путь
За проявленные её личным составом в боях с немецко-фашистскими захватчиками воинское мастерство, героизм, отвагу, стойкость, высокую дисциплину и организованность она преобразована в гвардейскую (23 октября 1943 года) и стала именоваться 29-й гвардейской мотострелковой бригадой.
С октября 1943 года находилась в резерве Ставки ВГК.
В январе 1944 года направлена в район Киева, где вместе с другими соединениями 10-го гвардейского танкового корпуса 4-й танковой армии с 27 февраля включена в 1-й Украинский фронт, в которой вела боевые действия до конца войны.
В ходе Проскуровско-Черновицкой операции 1944 года бригада участвовала в освобождении г. Каменец-Подольский (26 марта).
В боях на подступах к этому городу 12 марта наводчик противотанкового ружья 2-го мотострелкового батальона младший сержант Н. А. Худяков меткими выстрелами подбил 4 танка противника и огнём из автомата уничтожил около 30 гитлеровцев. Отважный воин был ранен, но не покинул поля боя. Н. А. Худяков удостоен звания Героя Советского Союза.
Успешно действовала бригада в Львовско-Сандомирской наступательной операции.
За образцовое выполнение заданий командования при освобождении г. Львов (27 июля) она награждена орденом Богдана Хмельницкого 1-й степени (10 авг. 1944).
Продолжая наступление, 5 августа вступила на территорию Польши в районе Нижанковичи (15 км южнее Перемышля) и до 12 сентября вела ожесточённые бои на сандомирском плацдарме.
В Сандомирско-Силезской наступательной операции воины бригады умелыми и решительными действиями способствовали освобождению другими соединениями 18 января г. Пиотрокув (Петроков), за что она награждена орденом Суворова 2-й степени (19 февраля 1945 года). Развивая стремительное наступление, её части 24 января форсировали р. Одер (Одра) севернее Штенау (Сцинава).
В ходе Нижне-Силезской наступательной операции бригада 12 февр. форсировала р. Бобер (Бубр), во взаимодействии с другими соединениями армии 13 февраля освободила г. Зорау (Жары) и к концу операции вышла к р. Нейсе в районе западнее г. Трибель.
В Верхне-Силезской наступательной операции с 15 марта участвовала в прорыве обороны противника в районе Гротткау и окружении его группировки юго-западней г. Оппельн (Ополе).
За отличия в боях была награждена орденами Кутузова 2-й степени и Александра Невского (26 апр. 1945).
В Берлинской наступательной операции воины бригады успешно форсировали pp. Нейсе и Шпре, овладели г. Луккенвальде (22 апреля) и с 27 апреля участвовали в штурме Берлина.
За высокое воинское мастерство, отвагу и мужество, проявленные личным составом в этой операции, бригада награждена орденом Красного Знамени (28 мая) и орденом Ленина (4 июня 1945).
Боевые действия завершила в Пражской наступательной операции.

## Полное наименование
29-я гвардейская мотострелковая Унечская ордена Ленина, Краснознамённая, орденов Богдана Хмельницкого 1-й степени, Суворова 2-й степени, Кутузова 2-й степени и Александра Невского бригада.

## Состав
- Управление бригады
- мотострелковый батальон
- мотострелковый батальон
- мотострелковый батальон
- миномётный батальон
- разведывательная рота
- зенитный артиллерийский дивизион
- противотанковый дивизион
- санитарный взвод

## Подчинение
- 10-й гвардейский танковый корпус 4-й гвардейской танковой армии

## Командование
- Командиры бригады
- С 1943 по 29.03.1944 г. — полковник Смирнов, Михаил Семёнович, погиб 29.03.1944 г.
- С 1944 по 1945 гг. — полковник Ефимов, Андрей Илларионович.
- Начальники штаба бригады[2]
- 00.04.1944 — 00.05.1944 — Шустицкий Михаил Иванович, полковник
- 00.05.1944 — 00.10.1944 — Уман Яков Моисеевич, гв. подполковник
- 00.10.1944 — 00.11.1944 — Дубинин Григорий Петрович, майор
- 23.10.1943 — 08.03.1944 — Семибратов Гавриил Тихонович, гв. полковник (погиб в 08.03.1944)
- 00.11.1944 — 04.05.1945 — Уман Яков Моисеевич, гв. подполковник
- 04.05.1945 — 10.06.1945 — Косарев Александр Прокофьевич, майор

- Заместитель командира бригады по строевой части

на 07.44	Сердюк Роман Никитович, гв. подполковник
- Начальник политотдела (с июня 1943 г. он же заместитель командира по политической части) ГЛУХОВ А., подполковник

## Награды и наименования
- Почётное звание «Гвардейская» — Приказ НКО СССР № 306 от 23.10.1943 г. и Директива ГШ КА № Орг /3 / 140929 — За проявленные её личным составом в боях с немецко — фашистскими захватчиками, военское мастерство, героизм, отвагу, стойкость, высокую дисциплину и организованность.
- «Унечская» — Почётное наименование по наследству от 30-й мсбр. Приказ ВГК от 23.09.1943 — В ознаменование одержанной победы соединениям, отличившимся в боях за освобождение города Унеча.
- орден Богдана Хмельницкого I степени Указом Президиума ВС СССР от 10.08.1944 — За образцовое выполнение заданий командования в боях с немецкими захватчиками, за овладение городом Львов и проявленные при этом доблесть и мужество.
- орден Суворова II степени Указом Президиума ВС СССР от 19.02.1945 — За образцовое выполнение заданий командования в боях с немецкими захватчиками, за овладение городом Пиотркув (Петроков) и проявленные при этом доблесть и мужество.
- орден Кутузова II степени Указ Президиума ВС СССР от 26.04.1945 — За образцовое выполнение заданий командования в боях при прорыве обороны немцев и разгроме войск противника юго-западении Оппельн и проявленные при этом доблесть и мужество.
- Орден Александра Невского (СССР) Указ Президиума ВС СССР от 26.04.1945 — За образцовое выполнение заданий командования в боях с немецкими захватчиками при овладении городами Ратибор, Бискау и проявленные при этом доблесть и мужество.
- орден Красного Знамени Указ Президиума ВС СССР от 28.05.1945 — За образцовое выполнение заданий командования в боях при прорыве обороны немцев на реке Нейссе и овладении городами Коттбус, Люббен, Цоссен, Беелитц, Лукенвальде, Тройенбритцен, Цана, Мариенфельде, Треббин, Рангсдорф, Дидерсдорф, Кельтов и проявленные при этом доблесть и мужество.
- Орден Ленина Указом Президиума ВС СССР от 04.06.1945 — За образцовое выполнение заданий командования в боях с немецкими захватчиками при овладении столицей Германии городом Берлин и проявленные при этом доблесть и мужество.

## Отличившиеся воины
За ратные подвиги в годы войны свыше 14 тысяч воинов бригады награждены орденами и медалями, а 10 из них присвоено звание Героя Советского Союза.
 Герои Советского Союза:
1. Денисов Максим Яковлевич, гвардии старший лейтенант, командир роты 29-й мотострелковой бригады.
2. Дозорцев Фёдор Иванович, гвардии капитан, командир 3-го мотострелкового батальона.
3. Ефимов Андрей Илларионович, гвардии полковник, командир бригады.
4. Исаков Василий Григорьевич, гвардии сержант, командир отделения 29-й мотострелковой бригады.
5. Ишмухаметов Ахмадулла Хозеич, гвардии майор, командир 1-го мотострелкового батальона 29-й мотострелковой бригады.
6. Родыгин Пётр Андреевич, гвардии лейтенант, командир взвода 29-й мотострелковой бригады.
7. Смирнов Виталий Степанович, гвардии младший лейтенант, командир пулемётного взвода 29-й мотострелковой бригады.
8. Хардиков Яков Давыдович, гвардии младший лейтенант, командир взвода 29-й мотострелковой бригады.
9. Худяков Николай Александрович, гвардии младший сержант, наводчик противотанкового ружья 29-й мотострелковой бригады.
10. Шувалов Константин Фомич, гвардии капитан, заместитель командира батальона по политчасти 29-й мотострелковой бригады.

 Кавалеры ордена Славы 3-х степеней:
1. Гвардии рядовой Хуснутдинов Ахнаф Галимьянович, артиллерийской батареи 3-го мотострелкового батальона 29-й мотострелковой бригады.
2. Гвардии старшина Шлыков Виктор Филиппович, командир орудия артиллерийского дивизиона 29-й мотострелковой бригады.
3. Гвардии ст. сержант Кургузов Иван Ефимович, командир орудия артиллерийской батареи 3-го мотострелкового батальона 29-й мотострелковой бригады.
4. Гвардии старшина Шишкин Степан Иванович, помощник командира взвода отдельной инженерно-минной роты 29-й мотострелковой бригады.[4]